# Янка Хекимова
Янка Хекимова е българска органистка.

## Биография
Родена е в София, България. Музикалната си кариера започва още от дете като пианистка, като изнася концерти в София. По-късно следва едновременно пиано и орган в Московската държавна консерватория „П. И. Чайковски“.
След дипломирането си заминава да живее в Париж, където и до днес се изявява като концертриращ органист. Понастоящем свири предимно на най-големия френски орган в църквата „Сан-Юсташ“ в Първи арондисман.
Освен с изпълнение на богатия си репертоар от произведения на композитори от Барока до днес Хекимова се занимава с транскрибиране за орган на произведения за оркестър или пиано. Има и собствени композиции.
- Органът в Париж, на който свири Я. Хекимова